# Liste der Kulturdenkmale in Langendorf (Weißenfels)
Die Liste der Kulturdenkmale in Langendorf enthält die Kulturdenkmale des Landesamtes für Denkmalpflege und Archäologie in Sachsen-Anhalt in der Weißenfelser Ortschaft Langendorf mit den Ortsteilen Kößlitz-Wiedebach, Obergreißlau und Untergreißlau und ist eine Teilliste der Liste der Kulturdenkmale in Weißenfels. Grundlage ist das Denkmalverzeichnis des Landes Sachsen-Anhalt, das auf Basis des Denkmalschutzgesetzes des Landes Sachsen-Anhalt, welches am 21. Oktober 1991 durch das Landesamt erstellt und seither laufend ergänzt wurde (Stand: 31. Dezember 2022).

## Legende
In den Spalten befinden sich folgende Informationen:
- Lage: Nennt den Straßennamen und wenn vorhanden die Hausnummer des Kulturdenkmals. Die Grundsortierung der Liste erfolgt nach dieser Adresse. Der Link „Karte“ führt zu verschiedenen Kartendarstellungen und nennt die geographischen Koordinaten.
Link zu einem Kartenansichtstool, um Koordinaten zu setzen. In der Kartenansicht sind Baudenkmale ohne Koordinaten mit einem roten bzw. orangen Marker dargestellt und können in der Karte gesetzt werden. Baudenkmale ohne Bild sind mit einem blauen bzw. roten Marker gekennzeichnet, Baudenkmale mit Bild mit einem grünen bzw. orangen Marker.
- Offizielle Bezeichnung: Nennt den Namen, die Bezeichnung oder zumindest die Art des Kulturdenkmals und verlinkt, soweit vorhanden, auf den Artikel zum Objekt.
- Beschreibung: Nennt bauliche und geschichtliche Einzelheiten des Kulturdenkmals, vorzugsweise die Denkmaleigenschaften.
- Erfassungsnummer: Für jedes Kulturdenkmal wird in Sachsen-Anhalt eine 20stellige Erfassungsnummer vergeben. Die letzten zwölf Ziffern werden für die Untergliederung nach Teilobjekten genutzt und werden nur angegeben, soweit vergeben. In dieser Spalte kann sich folgendes Icon  befinden, dies führt zu Angaben zu diesem Baudenkmal bei Wikidata.
- Ausweisungsart: Die Einordnung des Denkmales nach § 2 Abs. 2 DenkmSchG LSA
- Bild: Ein Bild des Denkmales, und gegebenenfalls einen Link zu weiteren Fotos des Kulturdenkmals im Medienarchiv Wikimedia Commons. Wenn man auf das Kamerasymbol klickt, können Fotos zu Kulturdenkmalen aus dieser Liste hochgeladen werden:

## Kulturdenkmale

### Langendorf
| Lage                                                        | Bezeichnung               | Beschreibung             | Erfassungs- nummer | Ausweisungsart | Bild                      |
| ----------------------------------------------------------- | ------------------------- | ------------------------ | ------------------ | -------------- | ------------------------- |
| Christoph-Buchen-Straße                                     | Wasserwerk                | Langendorfer Stollen     | 094 66138          | Baudenkmal     |                           |
| Christoph-Buchen-Straße 2, 4 (Karte)                        | Waisenhaus                |                          | 094 15423          | Baudenkmal     | Waisenhaus                |
| Christoph-Buchen-Straße 2, 4, 6, 8 (Karte)                  | Waisenhaus                |                          | 094 04483          | Denkmalbereich | Waisenhaus                |
| Christoph-Buchen-Straße, Weißenfelser Straße (Karte)        | Kirche                    | Klosterkirche Langendorf | 094 11342          | Baudenkmal     | Weitere Bilder            |
| Christoph-Buchen-Straße, Weißenfelser Straße 17 (Karte)     | Gutshof                   |                          | 094 66131          | Denkmalbereich | Gutshof                   |
| Ernst-Thälmann-Straße (Karte)                               | Kriegerdenkmal Langendorf |                          | 094 80044          | Baudenkmal     | Kriegerdenkmal Langendorf |
| Fröbelstraße 2, 4, 6, 8, 10, 12, 14, 16 (Karte)             | Straßenzeile              |                          | 094 15425          | Denkmalbereich | BW                        |
| Karl-Marx-Straße 10 (Karte)                                 | Wohnhaus                  |                          | 094 04404          | Baudenkmal     | BW                        |
| Karl-Marx-Straße 20, 21, 22, 23 (Karte)                     | Häusergruppe              |                          | 094 15421          | Denkmalbereich | BW                        |
| Karl-Marx-Straße 22 (Karte)                                 | Mühle                     |                          | 094 04494          | Baudenkmal     | Mühle                     |
| Karl-Marx-Straße 24, 26, 28, 30, 32, 34, 36, 43, 45 (Karte) | Straßenzeile              |                          | 094 15422          | Denkmalbereich | Straßenzeile              |
| Karl-Marx-Straße 8, 10, 12, 14 (Karte)                      | Häusergruppe              |                          | 094 15420          | Denkmalbereich | BW                        |
| Pestalozzistraße 2, 4, 6, 8, 10, 12, 14 (Karte)             | Straßenzeile              |                          | 094 04512          | Denkmalbereich | BW                        |
| Schulweg 9a (Karte)                                         | Gutshaus                  |                          | 094 04429          | Baudenkmal     | BW                        |

### Kößlitz-Wiedebach
| Lage                                                                          | Bezeichnung  | Beschreibung | Erfassungs- nummer | Ausweisungsart | Bild           |
| ----------------------------------------------------------------------------- | ------------ | ------------ | ------------------ | -------------- | -------------- |
| An der Pfarre (Karte)                                                         | Kirche       |              | 094 09190          | Baudenkmal     | Weitere Bilder |
| An der Pfarre 3 (Karte)                                                       | Pfarrhof     |              | 094 09199          | Baudenkmal     | BW             |
| An der Pfarre 6 (Karte)                                                       | Wohnhof      |              | 094 09198          | Baudenkmal     | BW             |
| An der Pfarre 14 (Karte)                                                      | Bauernhof    |              | 094 09201          | Baudenkmal     | BW             |
| An der Pfarre 2, 3, 4, 6, 8, 10, 12, 14, 16 (Karte)                           | Straßenzeile |              | 094 09196          | Denkmalbereich | BW             |
| Feuerbachstraße 7 (Karte)                                                     | Rittergut    |              | 094 09204          | Baudenkmal     | Rittergut      |
| Feuerbachstraße 1, 2, Johann-Sebastian-Bach-Straße 24, 26, 28, 30, 32 (Karte) | Straßenzeile |              | 094 09207          | Denkmalbereich | Straßenzeile   |
| Sperlingsberg 2 (Karte)                                                       | Bauernhof    |              | 094 09195          | Baudenkmal     | BW             |
| Sperlingsberg 1, 2, 3, 4, 5, 6, 7, 9, 13, 15 (Karte)                          | Straßenzug   |              | 094 09193          | Denkmalbereich | BW             |

### Obergreißlau
| Lage | Bezeichnung  | Beschreibung            | Erfassungs- nummer | Ausweisungsart | Bild           |
| --- | ------------ | ----------------------- | ------------------ | -------------- | -------------- |
| südlich des Ortes, Nähe Straße Am Bornberg, verlängerte Bergstraße (Karte)                                                  | Wasserturm   | Wasserturm Obergreißlau | 094 15376          | Baudenkmal     | BW             |
| Bergstraße | Scheune      |                         | 094 15405          | Baudenkmal     |                |
| Borngasse 1, 2, 3, Ernst-Thälmann-Straße 28 (Karte)                                                                         | Häusergruppe |                         | 094 15389          | Denkmalbereich | BW             |
| Ernst-Thälmann-Straße 11 (Karte)                                                                                            | Kirche       | St.Cyriakus             | 094 11338          | Baudenkmal     | Weitere Bilder |
| Ernst-Thälmann-Straße 34, 34a, 49, 51, 53 (Karte)                                                                           | Häusergruppe |                         | 094 15387          | Denkmalbereich | BW             |
| Ernst-Thälmann-Straße 4, 6, 8, 10, 12, 13, 13a, 14, 15, 16, 17, 18, 19, 20, 21, 23, 24, 25, 27 (Karte)                      | Straßenzug   |                         | 094 15393          | Denkmalbereich | Straßenzug     |
| Ernst-Thälmann-Straße, Ernst-Thälmann-Straße 9, 11, Mühlberg ehemaliger östlicher Ortseingang zum Dorf Obergreißlau (Karte) | Straßenzug   |                         | 094 15396          | Denkmalbereich | BW             |
| Mühlberg 1, 3, 5 (Karte) | Häusergruppe |                         | 094 15398          | Denkmalbereich | BW             |
| Mühlweg 5 (Karte) | Mühle        |                         | 094 15407          | Baudenkmal     | BW             |

### Untergreißlau
| Lage                                                                                          | Bezeichnung  | Beschreibung | Erfassungs- nummer | Ausweisungsart | Bild           |
| --------------------------------------------------------------------------------------------- | ------------ | ------------ | ------------------ | -------------- | -------------- |
| Friedensplatz 1, 2, 3, 5, Johann-Sebastian-Bach-Straße 1, 2, 3, 4, 5, 6, 7, 8, 9, 10, (Karte) | Straßenzeile |              | 094 15410          | Denkmalbereich | Straßenzeile   |
| Kirchbergstraße (Karte)                                                                       | Kirche       | St.Georg     | 094 11339          | Baudenkmal     | Weitere Bilder |
| Kirchbergstraße 7 (Karte)                                                                     | Schule       |              | 094 11340          | Baudenkmal     | BW             |
| Kirchbergstraße 6, 7, 8, 9, 10, 11, 12, 13, 14, 15, 16, 17, 18, 19, 20, 21 (Karte)            | Straßenzug   |              | 094 86605          | Denkmalbereich | BW             |

## Ehemalige Kulturdenkmale

### Langendorf
| Lage                             | Bezeichnung  | Beschreibung | Erfassungs- nummer | Ausweisungsart | Bild         |
| -------------------------------- | ------------ | --- | ------------------ | -------------- | ------------ |
| Karl-Marx-Straße 1, 2, 3 (Karte) | Häusergruppe | Häusergruppe aus zweigeschossigen Häusern aus der Zeit um 1800, im Jahr 2017 aus dem Denkmalverzeichnis gelöscht                                 | 094 15419          | Denkmalbereich | BW           |
| Schulweg 3, 5, 7, 9 (Karte)      | Straßenzeile | Straßenzeile, im Zuge einer Überprüfung wurde die Denkmaleigenschaft negativ beurteilt. 2016 erfolgte die Austragung aus dem Denkmalverzeichnis. | 094 15424          | Denkmalbereich | Straßenzeile |
| Schulweg 10 (Karte)              | Bauernhof    | Im Jahr 2018 wurde der Bauernhof nach einer ungenehmigten Zerstörung aus dem Denkmalverzeichnis ausgetragen.                                     | 094 04495          | Baudenkmal     | BW           |
| Weißenfelser Straße 2            | Bauernhof    | | 094 15418          |                |              |